# Ділянка вікових дубів
Ділянка вікових дубів — ботанічна пам'ятка природи місцевого значення. Об'єкт розташований на території Черкаського району Черкаської області, квартал 46 виділ 4 Михайлівського лісництва.
Площа — 0,7 га, статус отриманий у 1975 році.